# Jan Boldingh
Jan Boldingh (Buitenzorg (Java, Indonesië), 3 januari 1915 – Schiedam, 4 augustus 2003) was een Nederlands scheikundige. 

## Biografie
Na een scheikundestudie aan de Universiteit Utrecht, begon Boldingh aan een promotieonderzoek in de groep van Fritz Kögl over auxines, een type plantengroeistof, dat in 1942 leidde tot een proefschrift Synthetische onderzoekingen over het chromofore systeem van lumi-auxon. Na zijn promotie werkte hij enige tijd bij het Philips Natuurkundig Laboratorium in Eindhoven, om in 1944 wetenschappelijk medewerker bij Unilever te worden (1944: researchafdeling van Van den Bergh en Jurgens in Rotterdam; 1946: researchafdeling in Zwijndrecht; 1955: Unilever Research Laboratorium in Vlaardingen). Tussen 1952 en 1967 vormde hij met H.A. Boekenoogen de directie van het Laboratorium, om daarna tot zijn pensionering in 1980 directievoorzitter te zijn. Vanaf 1964 was Boldingh tevens buitengewoon hoogleraar in de Organische Chemie van Lipiden aan de Universiteit van Utrecht. 
Boldingh had een brede wetenschappelijke belangstelling, waardoor hij snel de toepasbaarheid herkende van verschillende analytische technieken zoals (gas-)chromatografie, de koppeling van gaschromatografie en massaspectrometrie, NMR en andere vormen van vormen van spectroscopie. Door deze technieken te combineren kon hij complexe problemen aanpakken, zoals het formuleren van een commercieel bruikbaar boteraroma. Ook hechtte Boldingh grote waarde aan voedingsonderzoek, met name de rol van vetten daarin. Een hoogtepunt hiervan was zijn stimulerende rol ten aanzien van het onderzoek van David A. van Dorp naar de rol van bepaalde onverzadigde vetzuren als precursor voor prostaglandinen (in het bijzonder arachidonzuur en prostaglandine E2), waarbij het Laboratorium intensief samenwerkte met Sune Karl Bergström, die in 1982 een Nobelprijs zou ontvangen voor zijn bijdrage aan dit werk.

## Prijzen
- 1968: Wilhelm-Normann Medaille Deutsche Gesellschaft für Fettwissenschaft (DGF)